# 1866
1866 (số La Mã: MDCCCLXVI) là một năm thường bắt đầu vào thứ Hai trong lịch Gregory.

## Sinh
- Carlos Montezuma
- Trần Cao Vân

## Mất
- 5 tháng 8 – Nguyễn Phúc Miên Tích, tước phong Trấn Man Quận công, hoàng tử con vua Minh Mạng (s. 1823).
- 23 tháng 5 – Nguyễn Phúc Đoan Thận, phong hiệu Tân Hòa Công chúa, công chúa con vua Minh Mạng (s. 1822).